# Frères de l'instruction chrétienne de Ploërmel
Pour les articles homonymes, voir Frères de l'instruction chrétienne.
Les Frères de l'instruction chrétienne de Ploërmel (en latin : Institutum Fratrum instructionis christianae de Ploërmel) forment une congrégation laïque masculine de droit pontifical qui se consacre à l'éducation de la jeunesse. En 2021, la congrégation est présente dans 26 pays, répartis sur plusieurs continents. La maison généralice est à Rome. Depuis 2018, la congrégation est dirigée par Hervé Zamor.

## Historique

### Début des écoles primaires dans l'espace rural de Bretagne
La congrégation a été fondée en 1819 par l'abbé Jean-Marie de La Mennais et l'abbé Gabriel Deshayes, curé d'Auray, qui voulaient former des maîtres chrétiens et ouvrir des écoles dans les campagnes et espaces ruraux de la Bretagne.
Préambule du traité d'association entre Jean-Marie de La Mennais et Gabriel Deshayes (Dieu + Seul) :

« Au nom de la Sainte Trinité, Père, Fils et Saint Esprit, Nous, Jean-Marie de La Mennais, vicaire général de Saint-Brieuc et Gabriel Deshayes, vicaire général de Vannes et curé d'Auray, animés du désir de procurer aux enfants du peuple, spécialement à ceux des campagnes de Bretagne, des maitres solidement pieux, nous avons résolu de former provisoirement, à Saint-Brieuc et à Auray, deux noviciats de jeunes gens qui suivront autant que possible la règle des Frères des écoles chrétiennes et se serviront de leur méthode d'enseignement. »

### Reconnaissance légale en 1822
Cette congrégation, est l'une des premières qui a reçu en France la reconnaissance légale au XIXe siècle. L'ordonnance royale d'autorisation du 1er mai 1822 lui accorde le droit d'exercer dans les cinq départements de l'ancienne Bretagne ; l'article 3 de l'ordonnance portait que « le brevet de capacité serait délivré à chaque frère de l'Instruction chrétienne sur le vu de la lettre particulière d'obédience qui lui aurait été délivrée par le supérieur général de ladite société ». La maison-mère de la congrégation est installée à Ploërmel deux ans plus tard : en 1824.

### Des effectifs en augmentation rapide

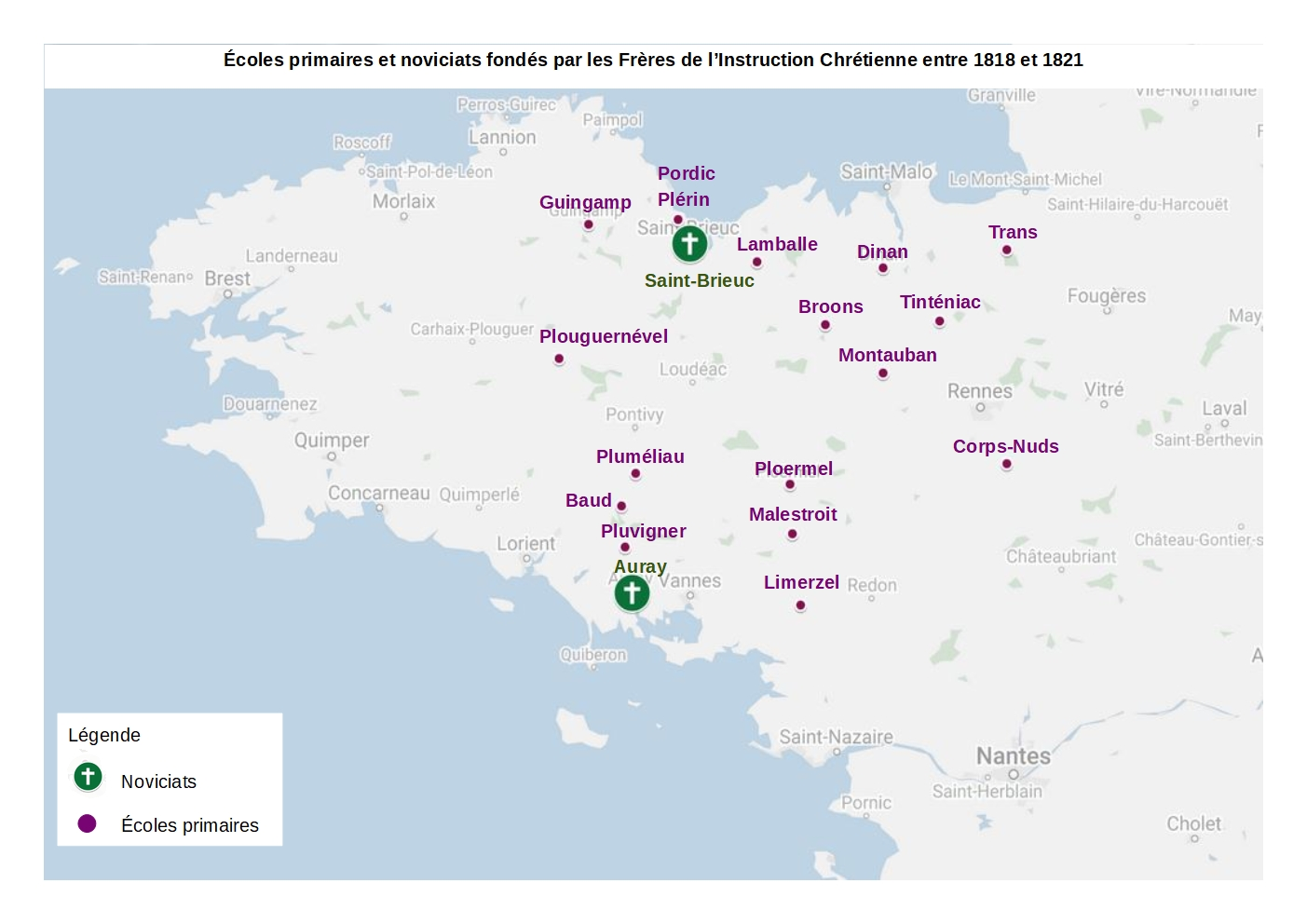
Carte de localisation des écoles primaires et noviciats fondés par les Frères de l’instruction chrétienne entre 1818 et 1821.

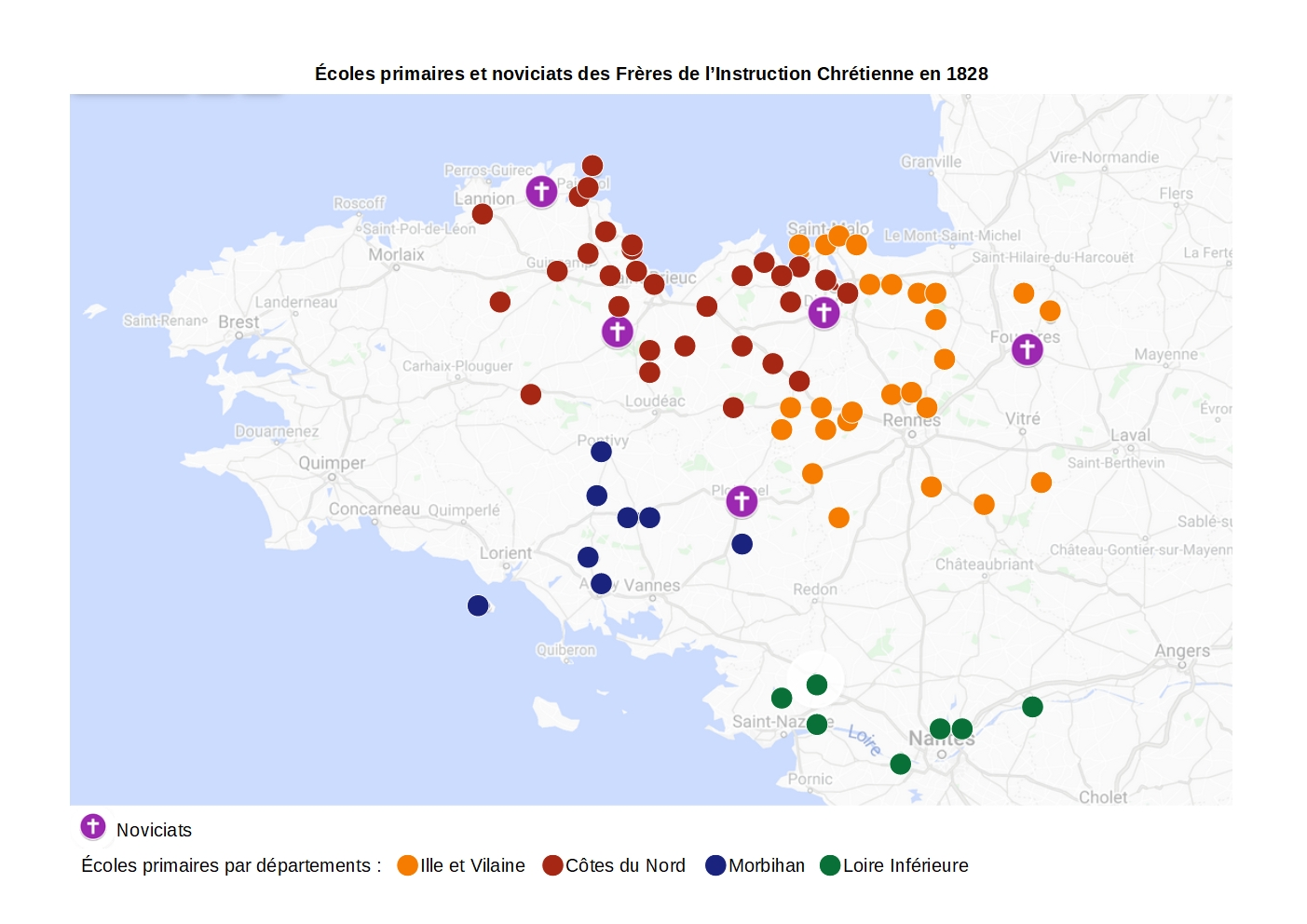
Carte de localisation des écoles primaires et noviciats des Frères de l'instruction chrétienne en 1828.

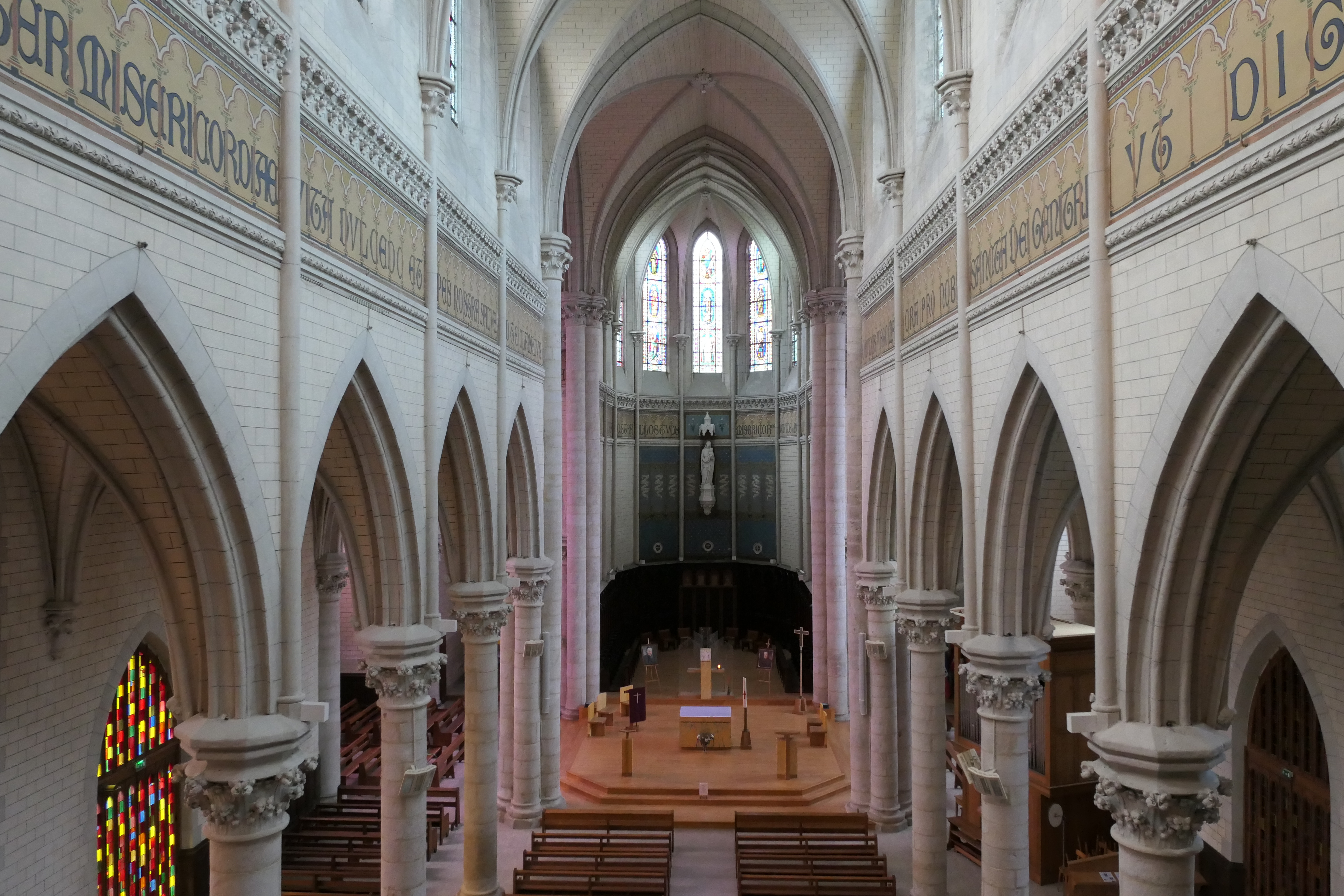
chapelle de la congrégation à Ploërmel.

En 1840, la maison mère de Ploërmel comptait 130 frères y compris les novices et donnait l'instruction professionnelle en même temps que l'enseignement primaire à de jeunes orphelins ou enfants abandonnés, répartis dans des ateliers de serrurerie, de charronnage, de menuiserie, de charbonnerie, etc. Les Frères de Ploërmel comptaient à cette époque, en Bretagne, près de 200 écoles et un certain nombre d'établissements à la Martinique et à la Guadeloupe, où ils instruisaient les esclaves affranchis.
En 1860, l'institut avait en charge 294 écoles dans les différents départements de la Bretagne ainsi qu'une école dans le département de la Manche et deux dans le département de Maine-et-Loire. La congrégation avait également des implantations en Guadeloupe, Martinique, au Sénégal, à Saint-Pierre-et-Miquelon, en Guyane et à Tahiti. Au total, 25 894 élèves scolarisés en France et 5 800 à l'international. À la mort de l'abbé de La Mennais, la congrégation compte 852 profès.

### Union avec les Frères de Gascogne et de Tinchebray
Deux instituts voués à l'instruction ont fusionné avec les Frères de l'instruction chrétienne : 
- en 1876 avec les Frères de l'instruction chrétienne appelés Frères de Gascogne fondés en 1841 à Auch par Nicolas-Augustin de La Croix d'Azolette ;
- en 1880 avec les Frères de Sainte-Marie de Tinchebray fondés en 1850 à Tinchebray par l'abbé Charles-Augustin Duguey[4].

### Développement des cours d'agriculture

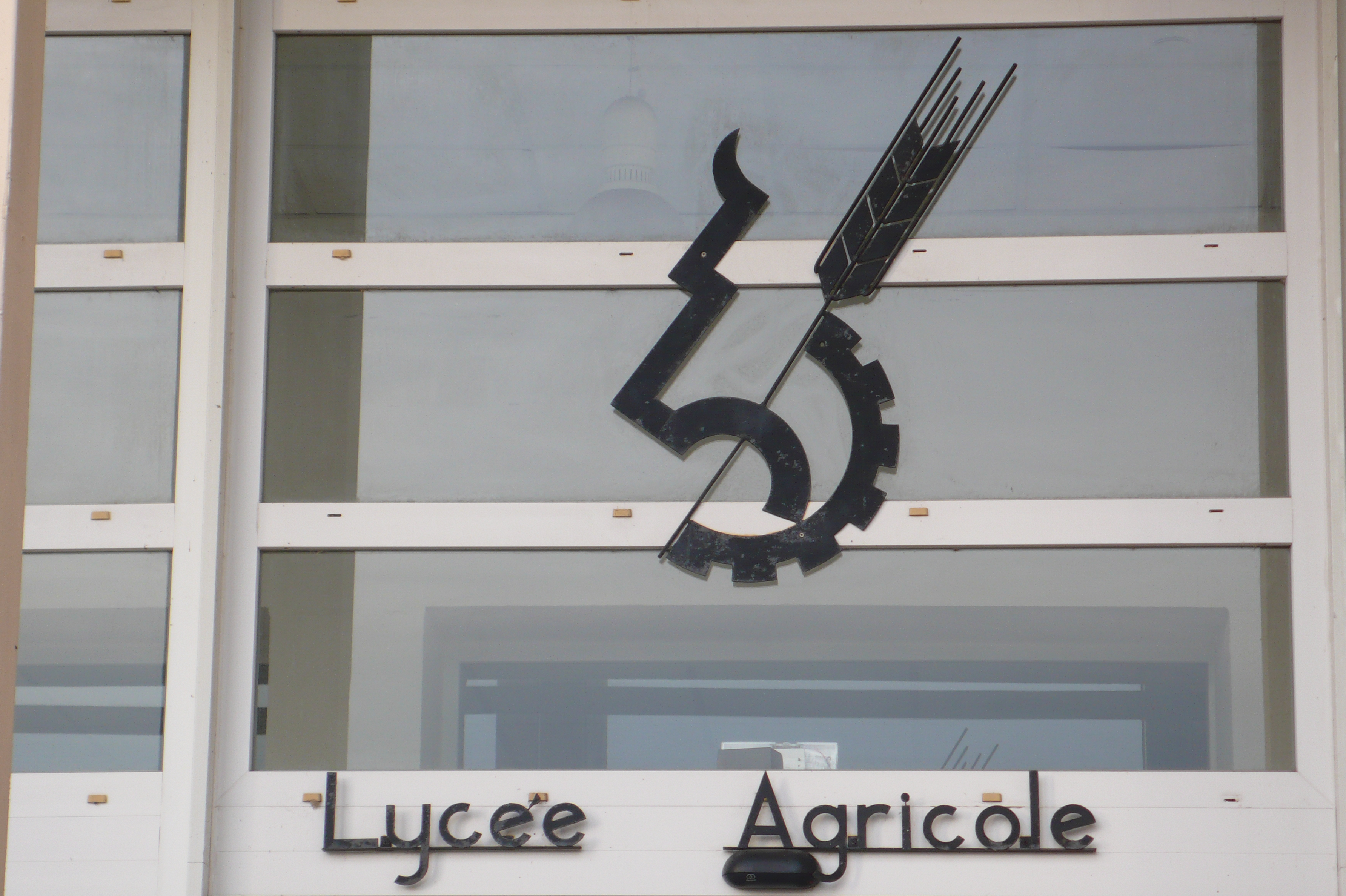
Le lycée agricole de Derval, fondé par la congrégation des Frères de l'instruction chrétienne en 1949.

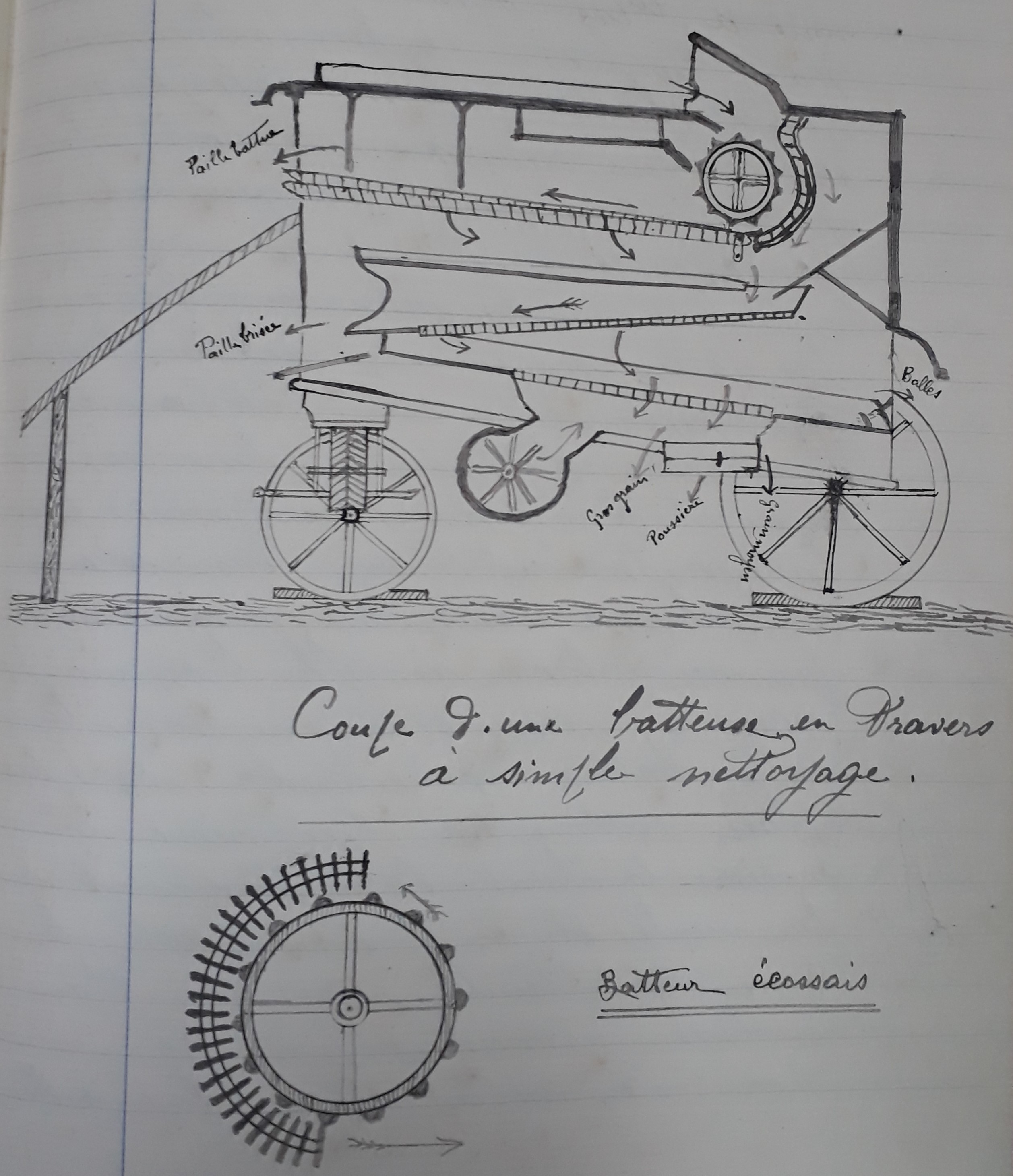
Exemple d'un cours de génie rural réalisé à l'école d'agriculture de Ploërmel au XXe siècle : dessin d'une batteuse en coupe.

La loi Falloux, votée en 1850, autorise un certain nombre d'enseignements facultatifs. Il est notamment question « d’instructions élémentaires d’agriculture ».
En 1850, le frère Augustin Le Roy est autorisé par le recteur de l'Académie à intégrer l'agriculture dans son programme scolaire à l’école de Pleurtuit. Il rachète un champ qu'il fait labourer, ensemencer après sélection et récolter sous les yeux des élèves, qui peuvent ensuite repartir avec des graines. Ils étudient différents types de cultures : blé, colza, tabac.
Frère Auguste Brault est autorisé verbalement par le recteur à intégrer l'enseignement agricole à l'école de Saint-Méloir-des-Ondes, en 1853. Les cours sont tirés d'ouvrages spécialisés tels que Les éléments d'agriculture de Jean-Jules Bodin et La chimie agricole de Faustino Malaguti. Il organise des sorties pour visiter des fermes et assure un prêt de livres et de journaux techniques aux jeunes. Les textes des dictées sont puisés dans des traités d'agriculture.
En 1879, frères Jean Joseph Quirion et Barthélémy Mélard créent une formation professionnelle agricole dans le pensionnat de Derval. L'établissement dispose d'un jardin, d'un verger avec pressoir, d'un élevage bovin. Les jeunes sont initiés à l'arpentage, à la taille, à l'entretien des arbres fruitiers notamment des pommiers. Ils participent aux concours et expositions organisées par le syndicat de pomologie de l'arrondissement de Châteaubriant sous l’impulsion de Pontbriant.
En 1899, un cours pratique d'agriculture est mis en place à l'école primaire de Dol-de-Bretagne, qui est alors dirigée par frère Leonidas (Pierre Minier), frère Salonas (Eugène Larcher) et frère Arator (Jean-Marie Corfmat). C'est frère Éleusippe qui coordonne le cours d'agriculture, avec une aide matérielle de la congrégation pour acquérir des instruments et des ingrédients chimiques nécessaires pour les expériences agricoles. Deux maîtres sont chargés des cours et des « hommes du pays les plus distingués par leur science, leur expérience et leur situation sociale » viennent chaque semaine à tour de rôle donner des conférences aux élèves. Une ferme située à proximité de l'école et le jardin de l'établissement sont mis à disposition des élèves pour les leçons pratiques d'agriculture et d'horticulture. Le cours se déroule en deux années d'étude, abordant des notions de géologie, botanique, écologie, physique, chimie, industries rurales, comptabilité agricole, hygiène, droit rural. À la fin de l'année scolaire, des diplômes sont accordés, après examen, par la Société d'agriculture d’Ille-et-Vilaine.

### Rédaction de manuels scolaires
Les frères créent leurs propres manuels scolaires tels que les études mathématiques (de Joseph Quéret et du frère Bernardin), l'hydrographie et le dessin linéaire, L'Agriculture à l'école primaire : manuel d'agriculture en 42 leçons, rédigé par Frère Télesphore, publié en 1893. L'abbé de La Mennais exige des frères une écriture et une grammaire parfaites ; il rédige des ouvrages de lecture.

### Abus sexuels au Canada
La congrégation québécoise des Frères de l'instruction chrétienne est l'objet d'une action collective pour des agressions sexuelles présumées, commises pendant au moins 20 ans et concernant plus de 87 victimes. L'essentiel des faits s'est effectué entre 1950 et 1970. Selon les avocats des victimes, les Frères de l'instruction chrétienne auraient simplement déplacé les religieux accusés des agressions.

## Frères et supérieurs généraux

### Frère Fulbert, ouvrier et architecte
La plupart des frères sont enseignants mais certains sont aussi recrutés pour d'autres savoir-faire. F. Fulbert Beauce (1812 - 1877) est recruté en tant que frère ouvrier à la maison mère de Ploërmel à partir de 1834. Il est à la fois tourneur, mécanicien, chef des ateliers de serrurerie, de charronnage. Il lance l'atelier de carrosserie vers 1838. Il établit une fonderie pour fabriquer des cloches en 1852. F. Éloi est responsable de la forge. F. Wenceslas lance l'atelier de menuiserie.

### Frère Bernardin, créateur de l'horloge astronomique
Frère Bernardin (Gabriel Morin ; 1812-1876) a des aptitudes pour les mathématiques, remarquées par Jean-Marie de La Mennais qui l'encourage à suivre les leçons de son ami et enseignant réputé : Paul-Jean-Joseph Querret.
À 25 ans, il commence à donner des cours de mathématiques, d'astronomie et de navigation. Il est également l'auteur de plusieurs ouvrages à destination des maîtres ; c'est en effet à cette époque que se développe la nécessité d'éditer des manuels scolaires adaptés aux évolutions techniques et scientifiques. En 1845, il rédige un traité d'arithmétique à l'usage des maîtres, puis il publie les leçons élémentaires d'algèbre, l'arithmétique élémentaire et l'arithmétique abrégée et des exercices d'hydrographie.
C'est pour illustrer ses cours de mathématiques qu'il construit, de 1850 à 1855, une horloge astronomique à Ploërmel. Il a réalisé les calculs préalables nécessaires à la création du mécanisme, puis il a fait fabriquer chacune des pièces par les apprentis qui se formaient à la maison-mère des Frères de l'instruction chrétienne. Ce monument représente un grand nombre de données concernant le système solaire, les planètes, le calendrier lunaire, l'alternance des saisons, etc. Il a réalisé cet ouvrage avec les jeunes qui suivaient ses cours. Cette horloge est classée monument historique en 1982.

### Succession du Père de La Mennais

#### Frère Cyprien
Frère Cyprien (Pierre Chevreau ; 1816 - 1897) a été durant les six dernières années de vie de Jean-Marie de La Mennais son secrétaire.
Jean-Marie de la Mennais avait fixé les règles de sa succession en désignant cinq Frères pour former le conseil de l'institut qui devait assumer le gouvernement de la congrégation après son décès, afin qu'ils désignent parmi eux un successeur. Il s'agit des frères Louis Le Maguet (premier frère de Ploërmel), Hyppolyte Morin, Joseph-Marie Havard et Ladislas Ladure.
Le 24 janvier 1861, à la suite du décès du Père de la Mennais, les cinq frères se réunissent pour l'élection du supérieur général. C'est frère Cyprien qui est ainsi choisi pour une durée de 3 ans. Cette mission lui est renouvelée cinq fois.
C'est également lui qui a dessiné les plans de la chapelle construite dans l'enceinte de la maison mère de Ploërmel.

#### Frère Abel
Frère Abel (Jean-Marie Gaudichon) était membre de la Société des agriculteurs de France, en tant que pomologiste réputé, il a participé à la rédaction de plusieurs revues, notamment Le Cidre et le Poiré. Il contribue à la renommée des établissements agricoles incitant les élèves et leurs maîtres à la participation à des concours agricoles. Il a supervisé la rédaction du manuel l'agriculture à l'école primaire : manuel d'agriculture en 42 leçons.
Il est élu supérieur général en 1897 et gouverne l'institut jusqu'en 1909.
La loi de 1901 est votée alors qu'il dirige l'institut et il part en exil à Jersey afin de continuer la gouvernance tandis qu'en France, les membres de la congrégation sont contraints à la sécularisation, on parle alors d'expulsion des congrégations durant les années 1902-1903.

### Supérieurs généraux duXXesiècle

#### Frère Jean-Joseph
Le Révérend Frère Jean-Joseph (Jean-Marie Quirion) travaille tout d'abord à l'école communale de Derval puis au juvénat de Saint-Gildas-des-Bois. En 1903, alors qu'il enseigne au pensionnat agricole de Derval, l'école est expulsée par les gendarmes en application des lois sur la sécularisation. Il poursuit l'enseignement par le biais de leçons individuelles.
En 1907, il est nommé secrétaire du Révérend Frère Abel qui est alors malade puis, deux ans plus tard, l'assemblée capitulaire confie le gouvernement de la congrégation au frère Jean-Joseph qui devient supérieur général jusqu'en 1933.

#### Frère Hervé Zamor
Depuis mars 2018, la congrégation est dirigée par Hervé Zamor, né en 1967 à La Vallée-de-Jacmel en Haïti.

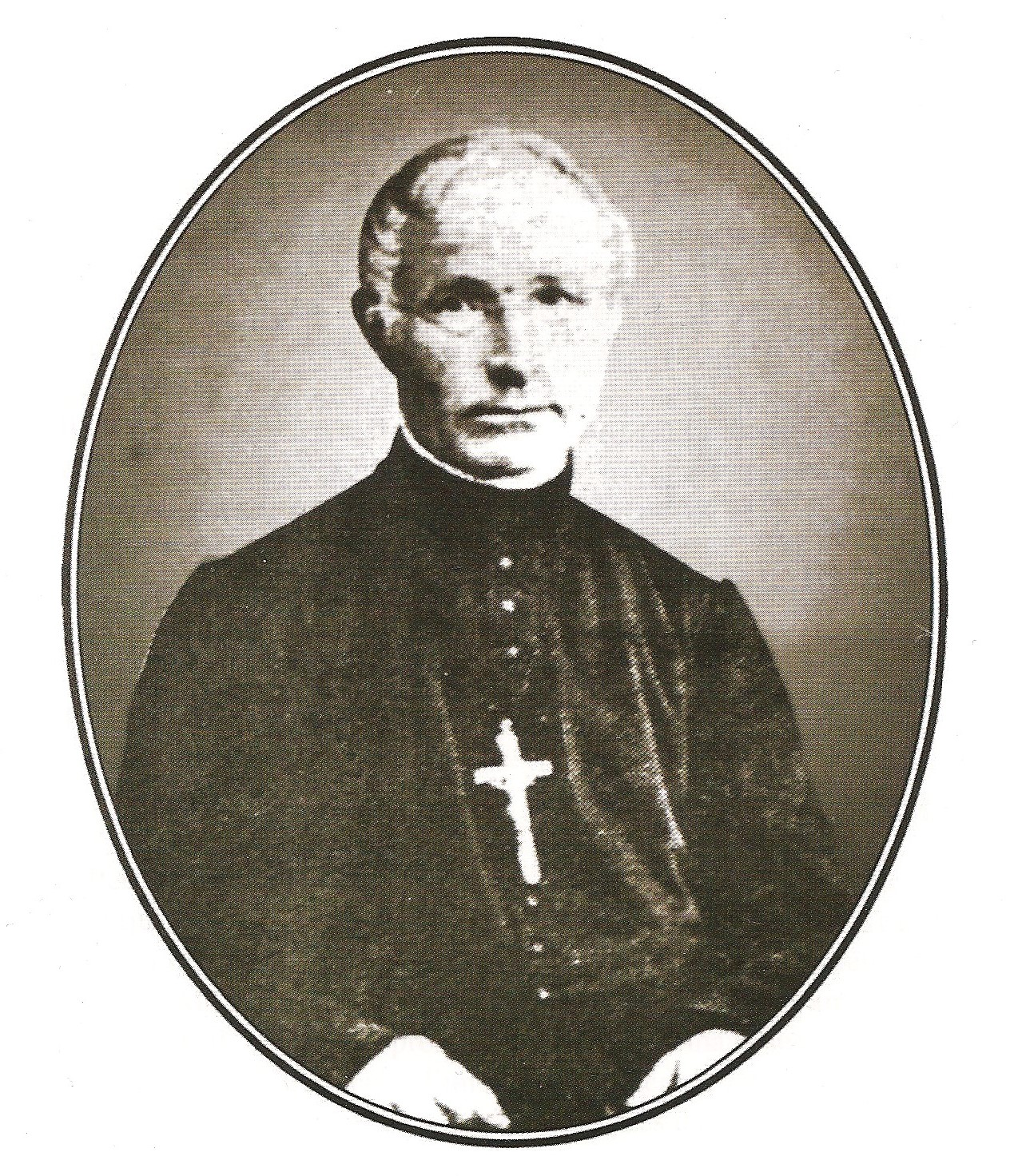
Frère Bernardin.
Frère Cyprien, supérieur général en 1861.
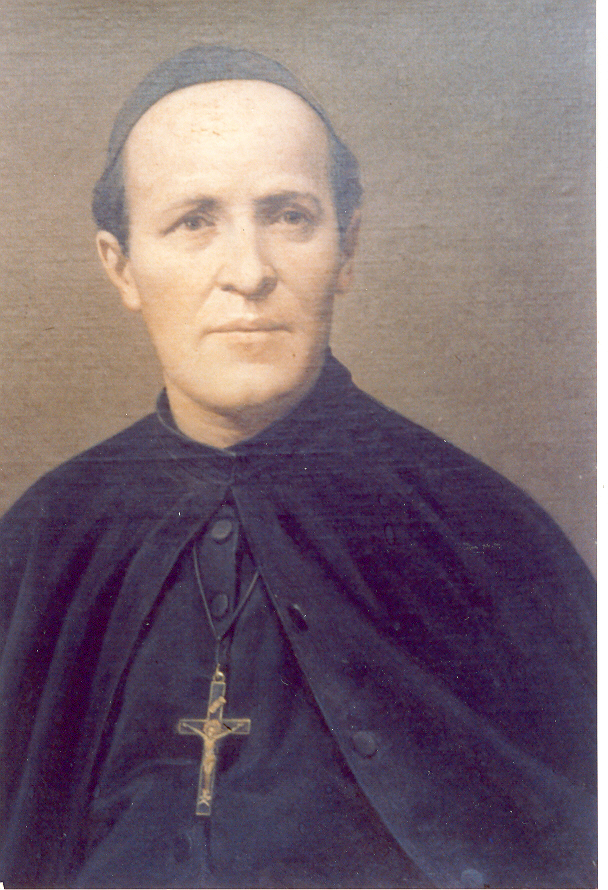
Frère Abel, supérieur général en 1897.
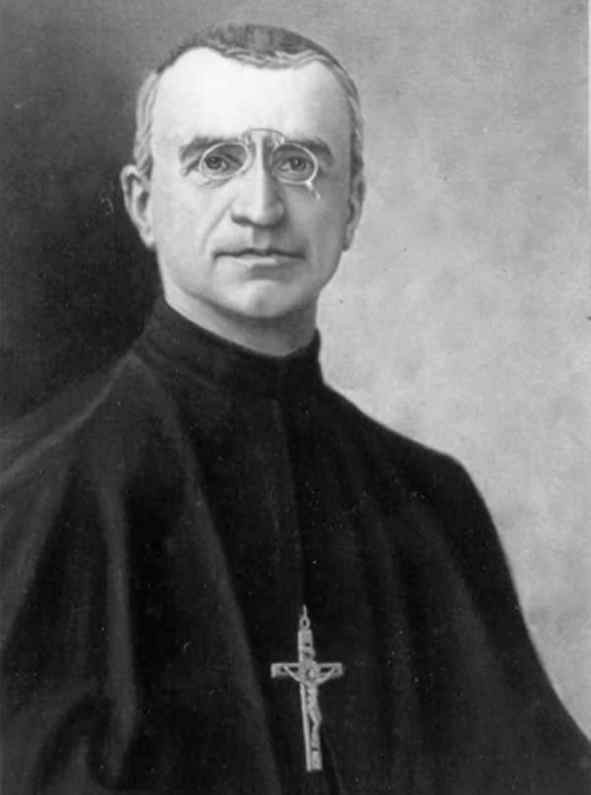
Frère Jean-Joseph, supérieur général en 1909.

## Expansion internationale auXIXesiècle

### Départ vers les Antilles
À cette époque, l'état de l'enseignement aux colonies inquiète François Guizot, ministre de l'instruction publique, d'autant plus que les législateurs préparent le texte de loi pour l'émancipation des esclaves. Il conseille à l'amiral de Rosamel, ministre de la Marine et des colonies de prendre contact avec Jean-Marie de La Mennais, dont le travail de création d'écoles est reconnu. En 1836, il demande à Jean-Marie de La Mennais de mettre à disposition quelques uns de ses frères pour qu'ils puissent partir vers la Martinique et à la Guadeloupe.
Le 10 décembre 1837, cinq frères sont choisis parmi les directeurs d'école volontaires au départ : le F. Antonin et quatre autres frères. Ils quittent Ploërmel pour Pointe-à-Pitre en Guadeloupe. Deux ans plus tard, cinq autres se rendent à la Martinique. En 1843, le F. Ambroise Le Haiget, nommé directeur principal des Antilles en 1840, a sous sa direction plus de 30 frères et 1 300 élèves. Par la suite, l'œuvre se développe avec 250 instituteurs répartis dans plus de 50 écoles.
Le frère instituteur réalise six heures de classe par jour. Au rôle de frère instituteur, s'ajoute celui du catéchiste pour certains qui le font en plus de leur classe. Progressivement le gouvernement français encourage cette action et leur attribue un salaire de catéchiste à plein temps, pour leur fournir des montures. Ces catéchistes visitent six ou sept plantations par jour, afin de professer, durant environ une demi-heure par habitation, le catéchisme aux esclaves. Il s'agit d'une courte prière, de quelques invocations, deux ou trois couplets d'un cantique, puis d'un exposé en créole. Cette activité moralisatrice, soutenue par l'administration coloniale, est réalisée dans le sens de préparer les esclaves à leur émancipation.

### Des destinations de plus en plus lointaines
Cette tendance se développe et des frères rejoignent des destinations plus lointaines : Frères Euthyme et Héraclien partent pour Saint-Louis du Sénégal en 1841, Frères Porphyre et Ephrem pour Saint-Pierre-et-Miquelon en 1842, des frères partent pour la Guyane en 1843, puis Tahiti en 1859 et Taiohae (Îles Marquises) en 1863. Un an plus tard, les frères Athénodore, Clément, Corentin et Hyacinthe arrivent à Port-au-Prince (Haïti). Les épidémies et les maladies rendent les séjours dangereux. Pour autant un grand nombre de frères se portent volontaires.
La République d'Haïti, est alors le seul pays étranger où les frères possèdent des établissements. Les autres implantations se trouvent toutes dans des colonies.

### Un soutien ministériel
La promulgation de l'acte d'émancipation des esclaves est prévue par le décret du 4 mars 1848. Il y a alors des interventions ministérielles en faveur du noviciat de Ploërmel afin de s'assurer de la pérennité des écoles coloniales. Le 28 février 1840, l'amiral Duperré, ministre de la Marine et des colonies, adresse une requête aux cinq évêques de Bretagne pour leur souligner l'intérêt qu'il attache au bon recrutement des Frères de l'instruction chrétienne. Jean-Marie de La Mennais écrit une lettre en ce sens aux recteurs, afin de permettre une augmentation du nombre de novices parmi les jeunes garçons du diocèse, entre 16 et 25 ans. Son souhait est de permettre qu'il y ait toujours en Bretagne, des frères enseignants afin d'assurer la relève, pour compenser ceux qui sont volontaires au départ vers les écoles coloniales. Le département de la Marine, représenté par le baron de Mackau écrit aux évêques bretons en 1848 pour leur rappeler que le département de la Marine a un intérêt à ce que le noviciat de Ploërmel recrute de nouveaux sujets. Il exhorte les évêques du diocèse à travailler en ce sens dans la lettre qu'il leur adresse. Le gouvernement se charge des frais de noviciat, pour inciter les jeunes à s'y inscrire. Ces interventions ministérielles, secondées par le zèle des évêques s'avèrent efficaces puisque, peu après la circulaire de l’amiral Duperré, il faut agrandir le noviciat de Ploërmel. Cela garde un caractère extraordinaire et ne fut pas renouvelé sous le Second Empire.

### Lois de laïcisation
À la suite des lois de laïcisation de Jules Ferry, les frères quittent certaines écoles coloniales. En 1883, il ne leur reste plus d'école à la Martinique. En 1889 ils quittent la Guadeloupe et la Guyane.
En 1882, le P. Hamon, jésuite breton en résidence à Montréal, fait la connaissance des frères enseignants à Saint-Pierre-et-Miquelon. Il les aide dans les démarches qui aboutissent en 1886 à l'installation de frères au Canada où ils ouvrent un noviciat.

## Expansion contemporaine auXXesiècle

### Exil à la suite des lois de 1901 et 1903

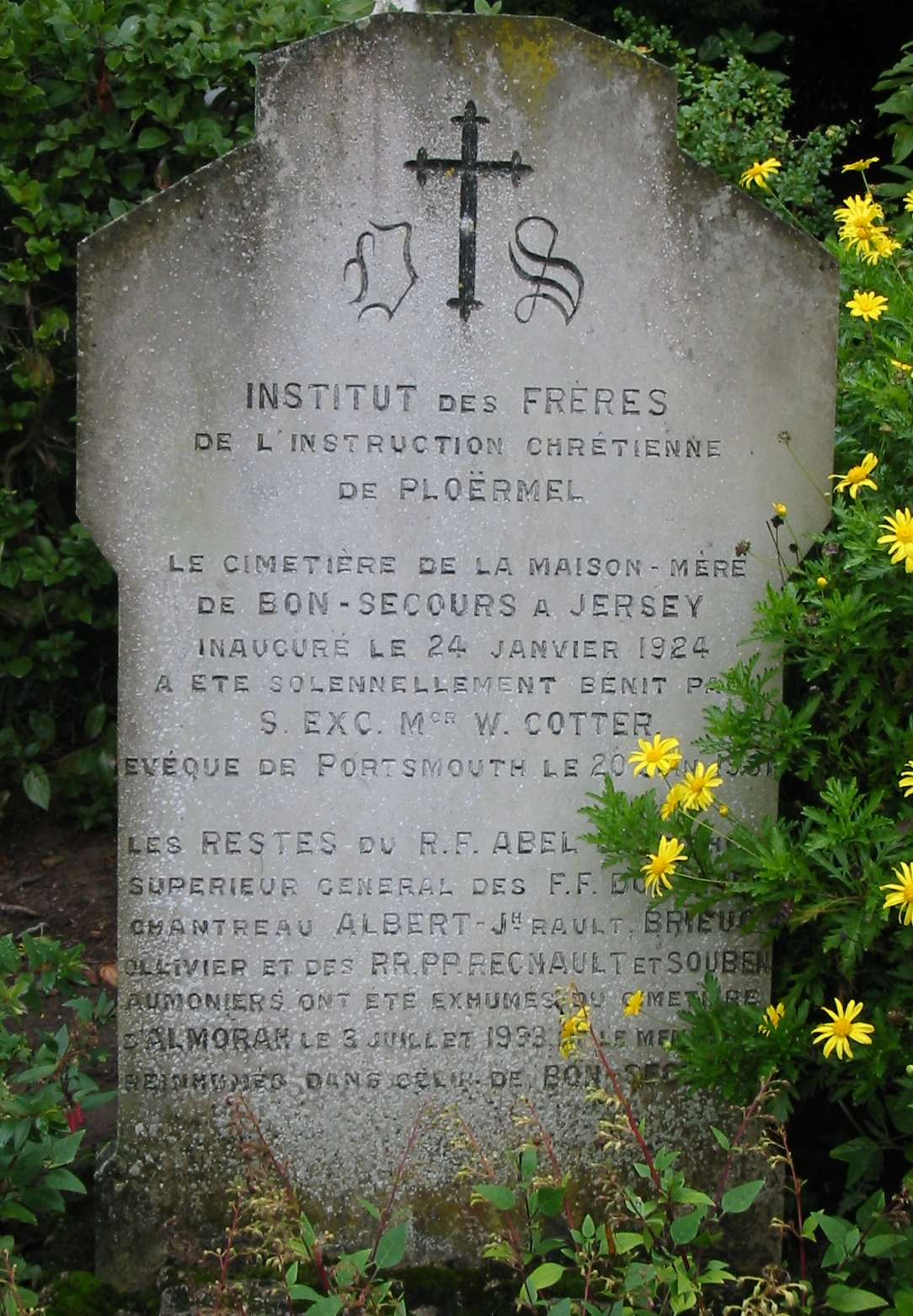
L'ancien institut des Frères de l'instruction chrétienne de Ploërmel à Saint-Sauveur, Jersey.

La congrégation est dissoute en France en 1903 par les lois anticongrégationnistes de la IIIe République, deux ans avant la loi de séparation des Églises et de l'État, comme toutes les congrégations enseignantes.
Les Frères se redéploient à l'étranger et renforcent les effectifs au Canada. La dissolution légale de l'Institut est votée par la chambre des députés le 18 mars 1903. Le supérieur général quitte à la France. Une centaine de religieux vont alors renforcer la fondation du Canada. Certains partent en Espagne, d'autres se rendent en Egypte pour diriger le collège d'Hélian les bains à l'appel des Pères des missions africaines de Vérone. Pour continuer à travailler dans les écoles de Bretagne, la plupart des frères se sécularisent mais les conditions matérielles difficiles font que beaucoup d'entre eux changent de voie. Ces circonstances expliquent la diminution d’environ 50% qui se produit en quelques années. En 1903 l'institut compte 1 700 religieux en France, tandis qu'en 1907, il n'y a plus que 870 religieux.
Les écoles d'Haïti, de Tahiti et d'Égypte sont maintenues. Les établissements d'Espagne connaissent un développement continu. En 1933 des frères espagnols ont émigré en Argentine. La fondation canadienne se développe. Elle comptait près de 700 religieux en 1940.

### Europe
Les Frères sont présents en France, Espagne, Italie, Royaume-Uni.
Ils sont présents en France dans 7 départements, surtout en Bretagne qui comprend à elle seule 72 établissements scolaires (école, collège et lycée).
En 1995, toutes les provinces de France ont fusionné en une seule, devenue la province Saint-Jean-Baptiste qui regroupe aussi les maisons d'Angleterre et d'Italie[réf. souhaitée].

### Amérique
Les Frères sont présents en Argentine, Bolivie, Canada, Chili, États-Unis, Haïti, Uruguay.
En 1962 les effectifs de la congrégation ont culminé et le nombre de novices au Canada s'élevait à 31 (sur un total de 63). La révolution tranquille dans la province de Québec au Canada et la baisse de la pratique religieuse dans les années suivant les événements de mai 1968 provoquent de nombreux départs et un tarissement des vocations[réf. souhaitée].
Beaucoup de vocations en Haïti (8 novices).

### Afrique
Les Frères sont présents en Bénin, République démocratique du Congo, Côte d'Ivoire, Kenya, Rwanda, Sénégal, Tanzanie, Togo, Ouganda.
Les vocations se trouvent majoritairement en Afrique (21 novices)[réf. souhaitée].

### Asie
Les Frères sont présents en Indonésie, Japon, Philippines.